# وعلان ثنائي البذور
وعلان ثنائي البذور (الاسم العلمي:Commelina disperma) هو نوع من النباتات يتبع جنس الوعلان من الفصيلة الوعلانية.